# Tinaria
Tinaria is een geslacht van rechtvleugeligen uit de familie veldsprinkhanen (Acrididae). De wetenschappelijke naam van dit geslacht is voor het eerst geldig gepubliceerd in 1861 door Stål.

## Soorten
Het geslacht Tinaria  is monotypisch en omvat slechts de volgende soort:
- Tinaria calcarata (Stål, 1861)